# Brice Samba
Brice Lauriche Samba (Linzolo, 1994. április 25. –) kongói születésű francia válogatott labdarúgó, a Rennes játékosa.

## Pályafutása

### Klubcsapatokban
2006-ban csatlakozott a Le Havre akadémiájához, előtte a Pacy Vallée-d'Eure és a Madeleine Evreux korosztályos csapataiban nevelkedett. 2013. január 4-én aláírt az Olympique de Marseille csapatához négy és félévre. 2014. január 5-én mutatkozott be a Stade de Reims ellen 2–0-ra megnyert kupa találkozón. 2015. július 9-én egy szezonra kölcsönbe került a AS Nancy csapatához. 2017. június 30-án csatlakozott az SM Caen klubjához négy évre.
2019. augusztus 7-én az angol Nottingham Forest négy évre szóló szerződést kötött vele. Augusztus 13-án debütált a ligakupában a Fleetwood Town ellen. Augusztus 24-én a bajnokságban is bemutatkozott a Fulhamellen 2–1-re megnyert találkozón, majd a szezon végén bekerült a bajnokság csapatába. A 2021–22-es szezon rájátszásában három büntetőt is kivédett, aminek köszönhetően bejutottak a döntőbe. A Huddersfield Town elleni döntő találkozón megsérült, de így is 1–0-ra nyertek. A klub  23 év után jutott vissza az élvonalba.
2022. július 5-én jelentette be, hogy az RC Lens csapatával ötéves szerződést írt alá. A 2022–23-as szezonban nyújtott teljesítménye után megkapta a szezon kapusa címet és a tagja lett a szezon csapatának, valamint 15 mérkőzésen nem kapott gólt. 2025. január 8-án a Rennes szerződtette 2029. június 30-ig.

### A válogatottban
Kongóban született, de francia állampolgár is. 2023 márciusában kapott először meghívót a felnőtt francia válogatottba Hollandia és Írország elleni 2024-es labdarúgó-Európa-bajnokság selejtező mérkőzéseire. Június 16-án mutatkozott be Gibraltár ellen. 2024. május 16-án bekerült a 2024-es labdarúgó-Európa-bajnokságra utazó 25 fős keretbe.

## Sikerei, díjai
- A PFA év csapatának a tagja: 2019–20[11]
- Az UNFP Ligue 1 év kapusa: 2022–23[18]
- Az UNFP Ligue 1 szezon csapatának a tagja: 2022–23[17]